# Ursula Schafmeister

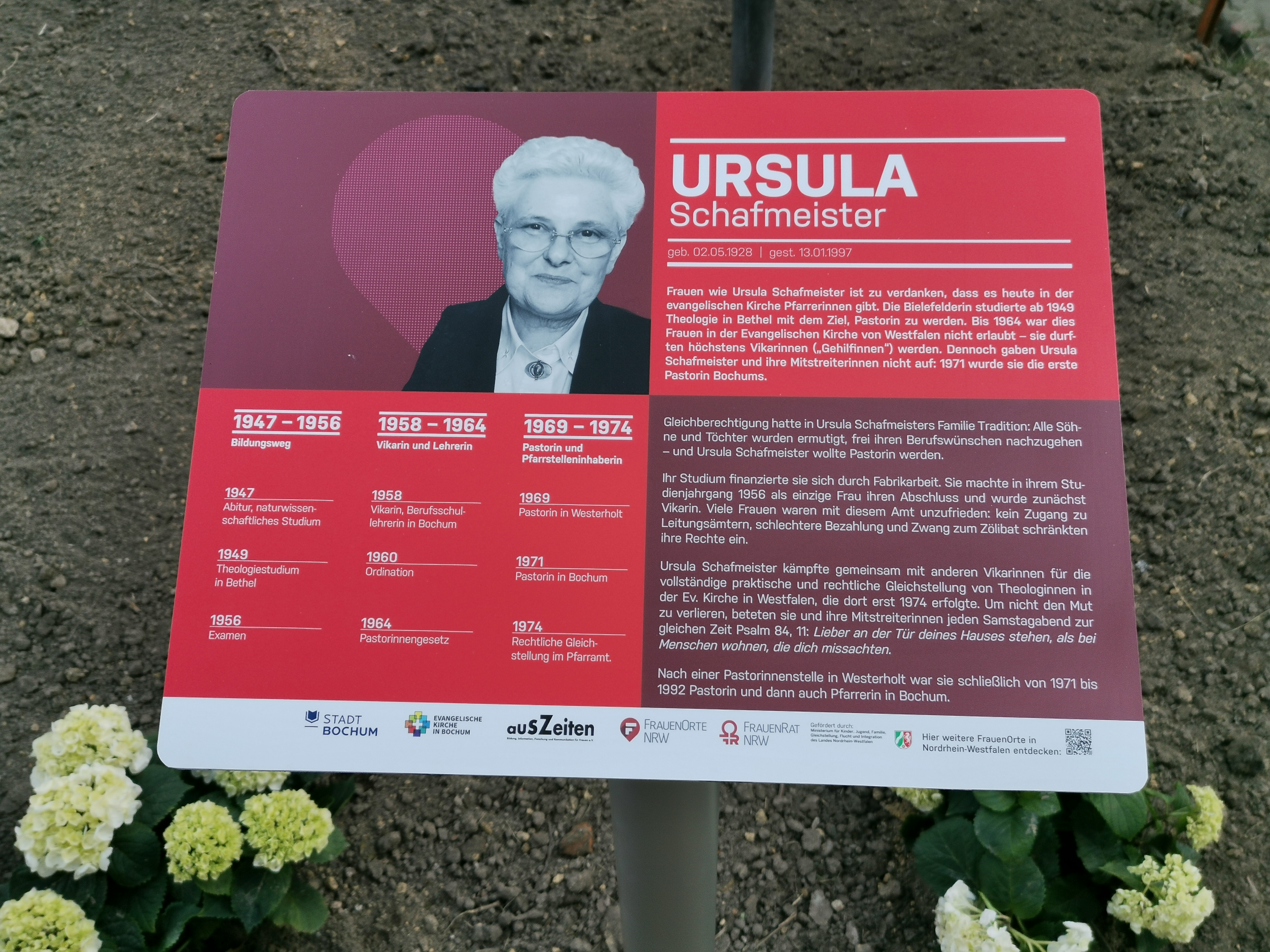
Gedenktafel an Ursula Schafmeister, von FrauenOrte NRW

Ursula Schafmeister (* 2. Mai 1928 in Bielefeld; † 13. Januar 1997) war eine deutsche Theologin und eine der ersten Pastorinnen in der evangelischen Kirche von Westfalen.

## Leben
Ursula Schafmeister wuchs in einem christlichen Umfeld auf. In ihrer Familie hatte Gleichberechtigung Tradition, neben den Söhnen wurden auch die Töchter ermutigt, ihren Berufswünschen frei nachzugehen. Nach dem Abitur 1947 war sie in der Lage zu studieren, zuerst in naturwissenschaftlichen Fächern. Ihre Studienorte waren Tübingen, Heidelberg, Münster und Bethel. Dort konnte sie ab 1949 an der Kirchlichen Hochschule Bethel Theologie studieren, dank des familiären Rückhalts. Schon damals war ihr Ziel Pastorin zu werden. Ihr Studium finanzierte sie mit Arbeiten neben der Universität, so in Fabriken. Unter anderem machte sie Wirtschaftsprüfungen. Das Studium schloss sie 1956 mit einem Examen ab.
Da Frauen zu dieser Zeit nach der protestantischen Kirchenordnung das Amt der Pastorin verwehrt war, wurde sie zunächst Vikarin. In der Zeit war sie auch zum ersten Mal in Bochum als Berufsschullehrerin tätig. Im Februar 1960 wurde sie zur Hilfspredigerin in Bielefeld ordiniert. Ursula Schafmeister schloss sich mit anderen Vikarinnen zusammen und erreichte die formelle Gleichstellung der Frauen. Ab 1964 konnten Frauen in der Evangelischen Kirche von Westfalen (EKvW) Pfarrerin werden, wobei sie bis 1974 noch Einschränkungen unterworfen waren, unter anderem einem Heiratsverbot (siehe Frauenordination im Protestantismus).
Als Motivation, ihr Ziel zu erreichen, betete sie und Mitstreiterinnen zur immer gleichen Uhrzeit am Samstag den Psalm 84,11: Lieber an der Tür deines Hauses stehen, als bei Menschen wohnen, die dich missachten.
1966 wurde Ursula Schafmeister zur Pastorin des Kirchenkreises Bielefeld in die neu errichtete 2. Pastorinnenstelle berufen. Zu ihren Aufgaben gehörte auch die „evangelische Unterweisung an Berufsschulen im Kirchenkreis Bielefeld“. 1969 erfolgte ihre Berufung in die Kirchengemeinde Westerholt-Bertlich im Kirchenkreis Recklinghausen. Als Präses des Presbyteriums der sich selbst verwaltenden Gemeinde konnte sie, auch dank ihrer vorherigen Tätigkeiten wie in der Wirtschaftsprüfung, Mittel zum Bau eines neuen Gemeindezentrums beschafft. Neben ihren anderen Tätigkeiten war sie in der Arbeitsgemeinschaft der Sozial- und Industriepfarrer engagiert. Auch die Arbeit mit der Jugend lag ihr am Herzen, ebenso war sie in der Friedensforschung tätig.

„Wir können nur überleben, wenn wir mehr als bisher für den Frieden tun.“

Im Jahr 1971 wurde Ursula Schafmeister in der Evangelischen Kirchengemeinde Bochum die erste Pastorin Bochums. Im Kirchenkreis Bochum war sie bis zu ihrem Ruhestand im Oktober 1992 in der Bochumer Pauluskirche als Pfarrerin tätig. Sie starb im Januar 1997.
Ursula Schafmeister wurde im Rahmen des Projekts Frauenorte in die Liste der FrauenOrte NRW aufgenommen. Das Bochumer Frauenarchiv „ausZeiten“ informiert in regelmäßigen Stadtrundgängen über ihr Leben. In Bochum wurde vor ihrem Wirkungsort, der Pauluskirche, am 15. März 2025 der erste Bochumer Erinnerungsort von FrauenOrte NRW eröffnet.